# Francesco Paiola
Francesco Paiola, o Pajola (Verona, 1741 – Venezia, 1816) è stato un chirurgo e urologo italiano, noto per le sue innovazioni nella litotomia.

## Biografia
Nativo di Verona, ebbe in quella città tra i suoi maestri di chirurgia Antonio Manzoni e Alessandro Montagna. Si trasferì poi in Francia, a Rouen, dove apprese dal celebre Claude-Nicolas Le Cat la nuova tecnica della litotomia laterale che poi diffuse in Italia al suo ritorno in patria.
La sua abilità nell’operare il “mal della pietra” lo rese celebre anche all’estero. Per questo motivo risiedette a lungo a Vienna e fu persino invitato in Lituania dal Conte Carp, uno dei personaggi più influenti di quel Granducato, che soffriva di calcoli. Alla fine, il conte non ebbe il coraggio di sottoporsi all’intervento ma fece sì che Paiola fosse nominato membro onorario dell’Università di Vilnius.
Un documento del 1808 affermava che a quell'epoca Paiola aveva operato di calcoli 779 individui di cui solo dieci erano deceduti in seguito all'intervento, percentuale straordinaria per quell'epoca.
Fu socio dell’Ateneo Veneto che, dopo la sua morte avvenuta a Venezia nel 1816, lo volle ricordare con un grande bassorilievo in marmo, opera di Luigi Zandomeneghi, ancora oggi visibile nella sala di lettura dell’istituzione veneziana.
Un medaglione di marmo con il profilo del volto di Paiola fu collocato, nel 1858, in una galleria al primo piano del Palazzo Ducale di Venezia.

## Intitolazioni
Tullio Gozzi, pioniere nelle costruzioni in cemento armato, dedicò a Paiola il primo ponte in cemento armato (1908) realizzato a Verona con il sistema 'Hennebique' sul torrente Avesa.